# The Star Wars Holiday Special
The Star Wars Holiday Special er en amerikansk tv-film fra 1978, instrueret af Steve Binder, og baseret på Star Wars.

## Medvirkende
- Mark Hamill som Luke Skywalker
- Carrie Fisher som Leia Organa
- Harrison Ford som Han Solo
- Peter Mayhew som Chewbacca
- Anthony Daniels som C-3PO
- Kenny Baker som R2-D2
- James Earl Jones som Darth Vader (stemme)